# Зорич, Раде
Раде Зорич (серб. Раде Зорић; 17 октября 1914, Врточе, Австро-Венгрия — 8 февраля 1996, Белград, Союзная Республика Югославия) — сербский и югославский военный деятель, генерал-майор Югославской народной армии, Народный герой Югославии (с 1953).

## Биография
Родился в Боснии. Рано стал участвовать в левом молодежном движении, активно работал в Объединенных профсоюзах Югославии.
С 1935 года — член Союза коммунистов Югославии. Занимался отправкой добровольцев в Интернациональные бригады, участвовавшие в испанской гражданской войне на стороне республиканцев в 1936 — 1938 годах.
В 1941 году был избран секретарём партийной организации в г. Дрвар.
Участник антифашистского движения сопротивления Югославии, действовавшего под руководством КПЮ во время Второй мировой войны.
Политический комиссар дрварского партизанского отряда. В 1942 году в ходе боёв с усташами лично уничтожил 1 и овладел 6-ю тяжелыми пулемётами врага. Позже был назначен командиром батальона «Гаврило Принцип». В бою с итальянскими оккупантами был ранен.
С сентября 1943 года командовал 4-я краинской ударной бригадой, с которой прошёл Боснию, Санджак, Черногорию, Западную и Южную Сербию. Участвовал во всех сражениях в этих регионах. За боевые успехи отмечался командованием Народно-освободительной армии Югославии.
В августе 1944 года назначен командиром 45-й сербской дивизии НОАЮ.
После окончания войны окончил Высшую военную академию ЮНА, командовал дивизией.
Похоронен на Аллее заслуженных (великих) на Новом кладбище Белграда.